# Opel Patent-Motorwagen
La Patent-Motorwagen era un'autovettura prodotta dal 1899 al 1901 dalla Casa automobilistica tedesca Opel.

## Profilo e storia

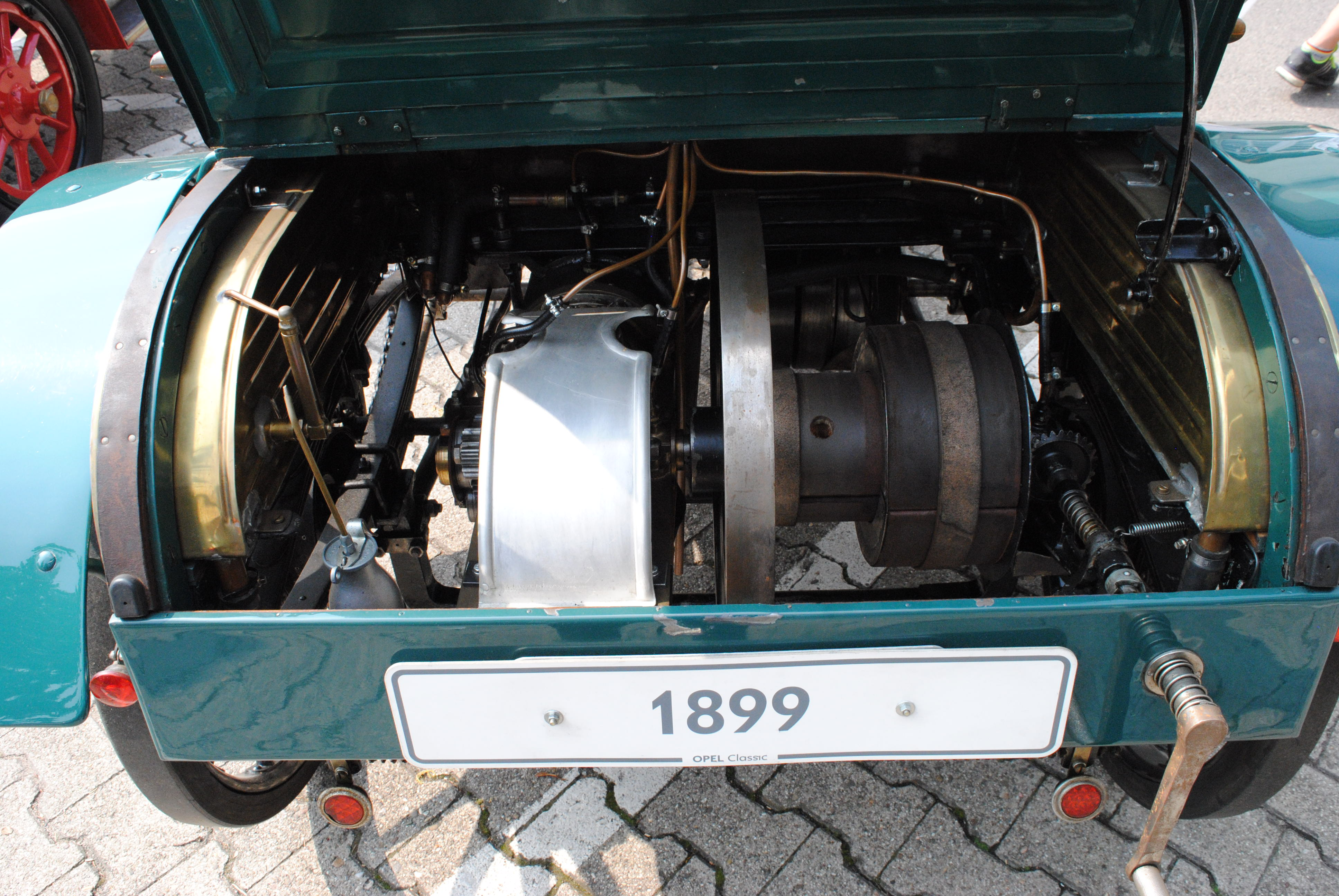
Il motore

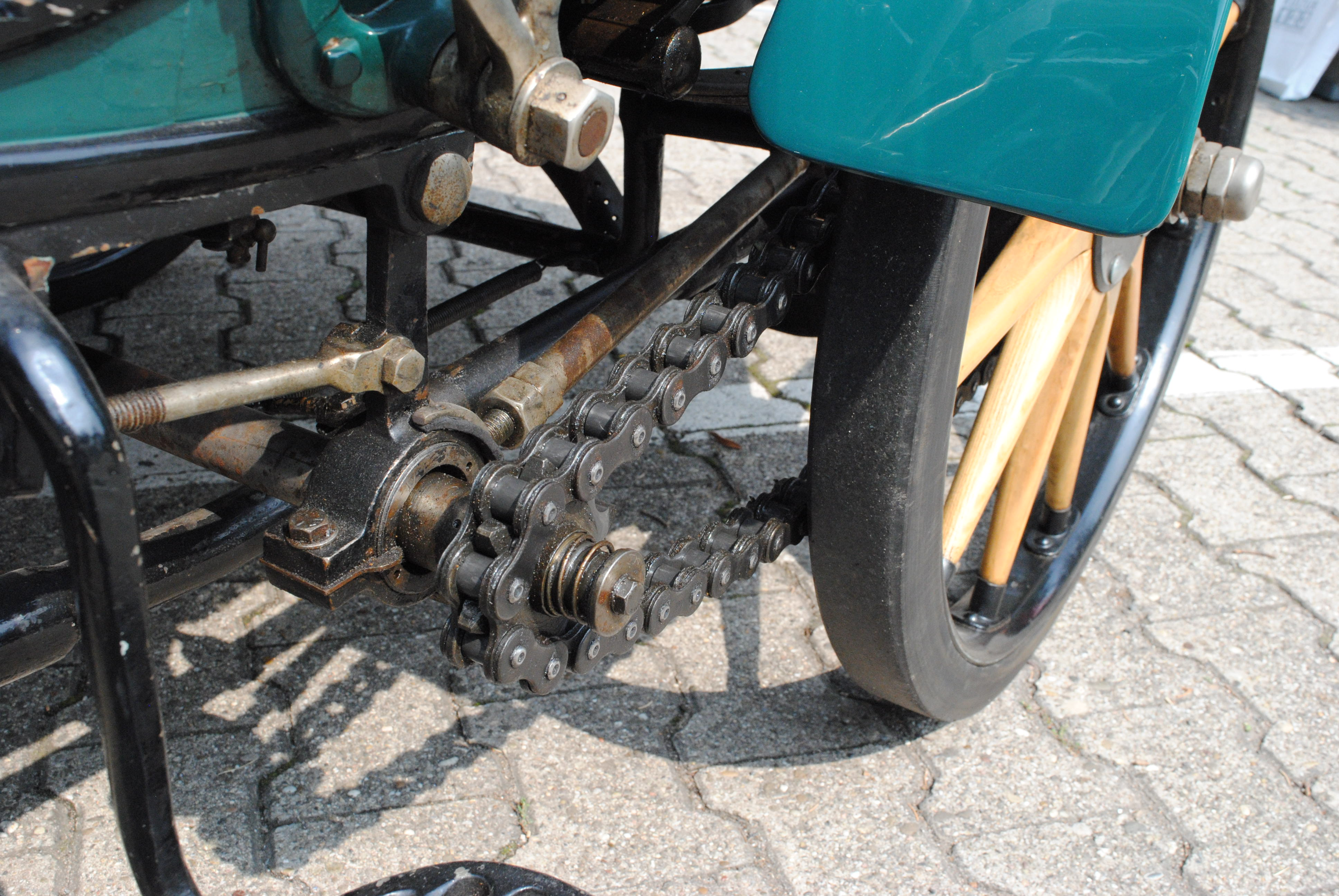
La trasmissione a catena

In particolare, la Patent-Motorwagen è stata la prima autovettura recante il marchio Opel.

Quando la Casa si accinse a passare alla produzione automobilistica, i figli di Adam Opel, defunto già dal 1895, si trovavano a dover cominciare da una base, da qualcuno o qualcosa che già fornisse loro un punto di partenza.

Trovarono la soluzione in Friedrich Lutzmann, titolare di una piccola Casa automobilistica, la Anhaltische Motorwagenfabrik, attiva già dal 1894 e con alcuni modelli già al suo attivo.

La neonata Casa automobilistica della Opel acquistò così la piccola azienda di Lutzmann, nonché i brevetti, i progetti e la stessa esperienza di Lutzmann, che passò così a lavorare per la Casa di Rüsselsheim.

Da tale sodalizio nacque nel 1899 la Patent-Motorwagen, nota anche come Opel Lutzmann, una vis-à-vis con i due posti per i passeggeri che potevano però andare bene solo per due bambini.

La Patent-Motorwagen era equipaggiata da un monocilindrico da 1545 cm³ sistemato posteriormente in posizione orizzontale. Tale motore erogava una potenza massima di 3.5 CV a 650 giri/min e poteva spingere la vettura a 20 km/h di velocità massima.

La trasmissione era a catena sulle ruote posteriori.
Sfortunatamente, la vettura si rivelò ben presto inaffidabile e soggetta a guasti così frequenti da risultare inaccettabile dalla clientela.

In seguito a ciò, nacquero divergenze tra Lutzmann e i fratelli Opel, cosicché si arrivò alla rottura del sodalizio e la Patent-Motorwagen fu tolta di produzione solo due anni dopo il lancio, nel 1901.

Ne furono prodotti 65 esemplari in totale.